# الإدارة الشمال غربية (هايتي)
الإدارة الشمال غربية هي واحدة من الإدارات العشر في هايتي. يبلغ عدد سكانها 728807 نسمة وذلك حسب إحصائيات سنة 2015. تبلغ مساحتها 2102.88 كم².